# Uromunna peterseni
Uromunna peterseni är en kräftdjursart som beskrevs av Pires 1985. Uromunna peterseni ingår i släktet Uromunna och familjen Munnidae. Inga underarter finns listade i Catalogue of Life.